# Alexandre Pierre
Alexandre Pierre (* 25. Februar 2001 in Aubervilliers) ist ein haitianisch-französischer Fußballspieler. Der Torhüter steht seit 2024 beim FC Sochaux unter Vertrag.

## Karriere

### Verein
Pierre begann seine Karriere in der Jugendabteilung von Stade Laval. 2018 absolvierte er hier zwei Ligaspiele für die zweite Mannschaft. Im Juli 2019 schloss er sich der zweiten Mannschaft vom SCO Angers an. Dort wechselte er zwischen Tribünen- und Bankplatz, kam aber in keinem Spiel zum Einsatz. So verließ er nach nur einem Jahr den Verein wieder und wechselte zur zweiten Mannschaft von Racing Straßburg. In der elsässischen Stadt sammelte er innerhalb kürzester Zeit sechs Startelfeinsätze und qualifizierte sich somit für eine Kadernominierung der A-Mannschaft in der Ligue 1 im November 2020. Bis Ende Januar des Folgejahres kamen sieben weitere Spieltagsnominierungen hinzu. Im weiteren Verlauf der Saison folgten keine zusätzlichen Nominierungen. Die Spielzeit 2021/22 begann der Torhüter wieder bei der zweiten Auswahl, für die er fünf Spiele absolvierte. Im Dezember 2021 wechselte der Spieler auf Leihbasis zum FC Annecy in die National 1 mit der Hoffnung auf Spielzeit auf höherklassigem Niveau. Diese Zeit blieb dem Spieler in der halbjährigen Leihdauer allerdings verwehrt. Nach Rückkehr zu Straßburg wurde er hier erneut in der zweiten Mannschaft eingesetzt.

### Nationalmannschaft
Pierre debütierte im Juni 2022 für die haitianische A-Nationalmannschaft. Dort wurde er in der Saison 2022/23 im Rahmen der CONCACAF Nations League in drei Spielen gegen Bermuda, Guyana und Montserrat eingesetzt.